# Ocomantla
Ocomantla är en ort i Mexiko.   Den ligger i kommunen Zihuateutla och delstaten Puebla, i den sydöstra delen av landet, 160 km nordost om huvudstaden Mexico City. Ocomantla ligger 731 meter över havet och antalet invånare är 537.
Terrängen runt Ocomantla är huvudsakligen kuperad, men norrut är den bergig. Runt Ocomantla är det ganska tätbefolkat, med 86 invånare per kvadratkilometer. Närmaste större samhälle är Xicotepec de Juárez, 7,8 km nordväst om Ocomantla. I omgivningarna runt Ocomantla växer i huvudsak städsegrön lövskog.